# ジョルジュ・クートン
ジョルジュ・オーギュスト・クートン（Georges Auguste Couthon, 1755年12月22日 - 1794年7月28日）は、フランス革命期における政治家・弁護士。ジャコバン派（山岳派）の指導者として知られ、「ロベスピエールの第二の魂」と称された。

## 生涯

### 革命まで
ピュイ＝ド＝ドーム県の村・オルセットに生まれる。法律の勉強を続け、1785年に同県のクレルモン＝フェランで弁護士の資格を得る。無料の法律相談を行い、病院や慈善事業などの利益擁護など、無欲な実直さで社会に奉仕し、周囲からは正直で慈悲深い人物と見られていた。しかし彼は生まれつき体が弱く、両足は麻痺していた。それ故、彼は車椅子での生活を余儀なくされ、常にそれを押してもらう人を必要とした。
1786年12月11日、彼は、クレルモンのサンモリス・ロッジに入会し、フリーメイソンの一員となった。翌1787年には、オーヴェルニュの地方議会のメンバーにも選ばれている。
フランス革命の勃発に際し、クレルモン地方自治体の一員として『L'Aristocrate converti』を発表。その中で彼は、自らを自由主義者、そして立憲君主制の第一人者であるとした。

### 代議士時代
一躍有名となった彼は、1791年にクレルモン法廷の裁判長となり、同じ年の9月、立法議会の代議士に選ばれた。多くの共和派議員と同様に国王一家によるヴァレンヌ逃亡事件以後、彼の主張は過激なものとなり、ブルボン家に対して敵意をあらわにしていった。
1792年9月には、国民公会の代議士に選ばれ、その直後にはどの派に属するかで躊躇したが、ルイ16世の裁判では死刑を支持し、それを機にジャコバン派に属した。彼はここで、マクシミリアン・ロベスピエールやサン＝ジュストらといった革命家と親交を深め、山岳派（モンターニュ派）の代表的人物の一人となった。ジャコバン派参加後には、議会にてジロンド派議員の逮捕を求めている。ロベスピエールとは、特に宗教の分野でその意見を共有しており、「最高存在の祭典」においては、主導的立場をとった。やがて、周囲からは、ロベスピエールの側近として認知されるようになる。

### リヨンへの派遣
1793年5月30日、彼は公安委員会のメンバーになり、8月には反革命的な行動をとったリヨンへの派遣議員となった。都市の包囲を強固なものにするため、国民皆兵の制度を整えた後、デュボワ・クランセが6万の兵員を集めてリヨンを包囲しているところに、監察に出向した。
リヨンは10月9日に降伏するが、公会は都市の破壊を命令した。クートンはその命令を実行することなく、反革命指導者を適度に罰して対応したが、公会は彼の代わりにジョゼフ・フーシェ、コロー・デルボワらをリヨンに派遣し、その後彼らによってリヨンの破壊は徹底的に行われた。

### テルミドールの反動

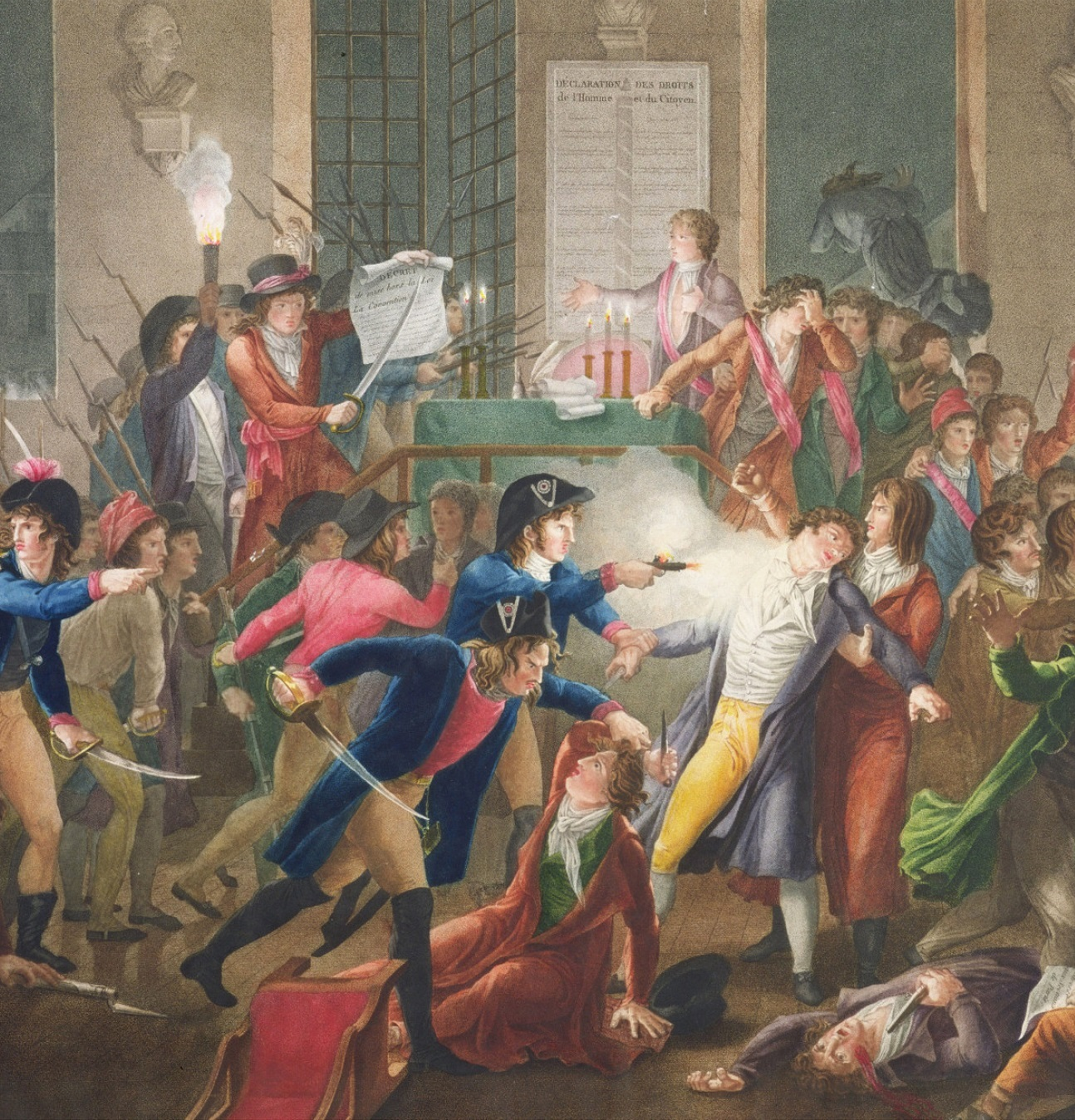
テルミドールのクーデタ

12月21日、国民公会の議長に選出されてパリへと帰還し、ジャコバン左派のエベールとその一派の追放に一役を買った。さらに右派のダントンを失脚させた後、プレリアール22日法（通称「恐怖政治法」）の制定に寄与した。これは、革命裁判の手続きを短くするため、証言さえあれば逮捕に踏み切れるとするものであった。この法律により、ジャコバン過激派=山岳派による恐怖政治はさらに加速する。

恐怖政治の過激化に伴って、明確な態度に示さないにせよ、多くの議員が反ロベスピエール感情を抱くようになってきた。そんな中、山岳派独裁打倒を目指すテルミドールのクーデターが勃発する。事前にこの動きを予感していたクートンは、南仏へ行くはずだった予定をキャンセルしてパリに留まった。案の定、彼はロベスピエール、サン・ジュストと共に恐怖政治の3巨頭として多くの非難を浴び、逮捕されてしまう。一度はパリ市役所に逃れるも、再度襲撃された際に自殺に失敗して、階段から転落して再び逮捕され、最終的にギロチンにかけられてその生涯を終えた。

## クートンの登場する作品
- 『ナポレオン -獅子の時代-』（長谷川哲也）

ロベスピールの側近としての描写は史実に沿っているが、イメージのために老人の姿で描かれている。テルミドールのクーデターでは突如として現実離れした戦闘力の人物として描かれ、車椅子に大砲などの武器を仕込んで、ポール・バラスの率いる兵士たちと戦った。その最期は史実のように処刑によるものではなく、バラスを道連れにするために自爆した。